# Јован XI Цариградски
Јован XI Век (грч. Ἰωάννης Βέκκος; око 1225, Никеја — март 1297, Константинопољ) је био цариградски односно васељенски патријарх од 1275. до 1282. године. Био је један од највећих византијских заговорника поновног уједињења православне и римокатоличке цркве. Цар Михаило VIII Палеолог га је стога поставио за патријарха после потписивања Лионске уније 1274. године. Царевом смрћу изгубио је подршку и био смењен.